# Mayodan
Mayodan és una població dels Estats Units a l'estat de Carolina del Nord. Segons el cens del 2000 tenia 2.417 habitants.

## Demografia
Segons el cens del 2000, Mayodan tenia 2.417 habitants, 1.173 habitatges i 651 famílies. La densitat de població era de 622,1 habitants per km².
Dels 1.173 habitatges en un 21,4% hi vivien nens de menys de 18 anys, en un 38,6% hi vivien parelles casades, en un 13,3% dones solteres, i en un 44,5% no eren unitats familiars. En el 41,4% dels habitatges hi vivien persones soles el 21,2% de les quals corresponia a persones de 65 anys o més que vivien soles. El nombre mitjà de persones vivint en cada habitatge era de 2,06 i el nombre mitjà de persones que vivien en cada família era de 2,78.
Per edats la població es repartia de la següent manera: un 19,3% tenia menys de 18 anys, un 7,4% entre 18 i 24, un 27,5% entre 25 i 44, un 23,4% de 45 a 60 i un 22,4% 65 anys o més.
L'edat mediana era de 43 anys. Per cada 100 dones de 18 o més anys hi havia 79,7 homes.
La renda mediana per habitatge era de 25.980 $ i la renda mediana per família de 36.328 $. Els homes tenien una renda mediana de 25.878 $ mentre que les dones 21.250 $. La renda per capita de la població era de 15.607 $. Entorn de l'11,3% de les famílies i el 16% de la població estaven per davall del llindar de pobresa.

## Poblacions més properes
El següent diagrama mostra les poblacions més properes.